# A Karib-térség történelme
A Karib-térség történelme a Mexikói-öböl és a Karib-tenger vonzáskörzetében lévő szigetek, szárazföldek történelmét mutatja be.

## Karib-térséga spanyolok megérkezése előtt
Amikor a spanyolok 1492-ben elérték a Karib-szigeteket, három fő ember csoportot találtak. Mindannyian Dél-Amerikából vándoroltak  a szigetekre viszonylagosan a közel múltban. A kis számú ciboney indiánok (vagy Siboney) Hispaniola és Kuba északnyugati csücskén éltek. A Bahamákon, Nagy-Antillákon és Trinidadon az aravak indiánok települtek le. A karibok a Virgin-szigetek, a Kis-Antillák számos szigetét valamint Trinidad északnyugati részét birtokolták.
A fehér emberek letelepedésében és fennmaradásában e három indián csoportnak nagy szerepe volt. Elsőként a ciboney indiánok kb. i. e. 1500 körül jelentek meg Kuba és Hispaniola északnyugati partján. Kis csoportokban (család) éltek, s gyűjtögetéssel, halászattal, vadászattal tartották fenn magukat. Mint a többi szigeteken elő őslakók, ők is kevés ruházatot hordtak, és festettek a testüket. A telephelyeiken nem találtak semmi bizonyítékot arra, hogy  növénytermesztéssel, fazekassággal vagy fegyver készítésével foglalkoztak volna. Pattintott kőeszközöket használtak.
A ciboney indiánokkal ellentétben az aravak és karib indiánok sokkal előrehaladottabb életmódot folytattak. Az aravak és karib emberek gyakran voltak kapcsolatban egymással, mindegyik csoport alapvetően hasonló anyagokat, technológiát használt, hasonló módon vadásztak, halásztak és művelték meg a földet, azonos technológiával szőtték a ruhákat, készítették az agyagedényeket és  más háztartási eszközöket. Ezt az ismeretet feltehetőleg az Amazonas-medencéből hozták magukkal.
Azonban jelentős különbség  volt szociális és politikai szervezeteik felépítésében s a vallás gyakorlása terén. Lehetséges azonban, hogy ezeket a különbségeket a spanyol megfigyelők eltúlozták.
Mind a két népcsoport a Dél-Amerikából magukkal hozott  módszerrel tette termékennyé a földet, amely conuco néven ismert. A száraz évszak vége felé leégették a bozótot, az erdőt, hogy azt térd magasságú, 3 méter szélességű dombokká formálják. Az asszonyok hegyes botokat használva különböző gyökereket ültettek, mint például a keserű és az édes jukka (manioka), jam nyílgyökér. Egy ilyen mesterséges dombot 10-15 évig használtak megművelésre.
Ez a módszer lehetővé tette a nagy értékű tápanyagot (keményítő és cukor) tartalmazó növények termesztését aránylag kis erőfeszítéssel. A gyökérfélék mellett ismerték még az amerikai mogyorót, a paprikát, a lopótököt valamit az édesburgonyát. Kisebb mennyiségű dohányt, kukoricát, babot és tököt is ültettek. Étrendjüket a helyi gyümölcsök, mint például az ananász, vagy a guava és a kesu egészítette ki.
Proteinszükségletüket részben vadászattal biztosították, de ebből nem jutottak elég fehérjéhez, ezért a hutiák, a iguana és a különböző madarak (galamb, papagáj) mellett megették a kígyókat, gilisztaféléket, pókokat és rovarokat is. A tenger sokkal gazdagabb választékot kínált, mint a föld: sokfajta vízimadár, kagyló, rák, hal, a nagy vízi emlősök közül a lamantin. Az óriásteknősnek mind a tojása, mind a húsa kedvelt ételük volt (egyes példányok tömege meghaladta a 600 kg-ot is).

## A békés aravak indiánok
A spanyolok úgy jellemezték az aravak indiánokat, mint békés, barátságos, vendégszerető és szertartásos embereket. A Nagy-Antillák és a Bahama-szigetek egyfajta  tropikus paradicsom volt a bennszülöttek számára. Mezőgazdaságuk egyszerű, de hatékony volt, a kellemes klíma pedig szükségtelenné tette a fűtést, s olyan  házak építését, amelyek védelmet nyújtanak az idő viszontagságaival szemben. Az élelmiszerről a természet gondoskodott, így az aravak emberek szabad idejükben cserepeket készítettek, kosarat fontak, pamutot szőttek, és viszonylag egyszerű kőeszközökkel igényesen kidolgozott kőszobrocskákat készítettek. Az asszonyok és férfiak festették a testüket és kedvelték az ékszereket, amelyek többnyire csontból, kagylóból, kőből, vagy aranyból készült. Az arany értékes volt számukra, mivel természetes formájában a folyók medréből mosták ki. Ezeket az arany rögöcskéket sima lemezzé alakították, nyakékek, maszkot készítéséhez használták, vagy fül- és orrkarikává formálták. Az arany díszek különösen felkeltették a spanyolok érdeklődését, s rabszolgaságba kényszerítették az őslakókat, hogy több nemesfémhez jussanak.
Aravak emberek  kedvelt időtöltése volt a labdajáték, amelyet az európai futballhoz lehetne leginkább hasonlítani. Majdnem minden falunak volt egy négyszögletes pályája erre a célra. Az ünnepek és tánc is gyakori jelenség volt, de a sokkal ünnepélyesebb vallási vagy szertartásos fesztiválokat  a közösség vezetője szervezte.
A tánc talán még gyakoribb volt a karibok körében, akik alkoholfogyasztással kötötték egybe ezeket az ünnepeket. Az alkoholt kukoricából, édesburgonyából és ananászléből erjesztették.  Később, a spanyol hódítás után, a rutinos alkoholfogyasztás általánossá vált az aravakok körében is. Mindkét törzsbeliek használtak dohányt.
Az aravak indiánoknak szervezett vallási és politikai rendszerük volt, ahol a legfőbb vezető a kacika volt, akinek hatalma csak névleges, vagy inkább tiszteletbeli volt. A szigeteken belül a területeket provinciákra, a provinciákat pedig kerületekre osztották, amelynek élén a terület főembere állt. Utasításait, parancsait minden meggondolás nélkül végre kellett hajtani.
Az awarak emberek hitték, hogy a jó és gonosz szellem megszállja az ember testét és sok más természetes tárgyat is. Keresték a szellemekkel való kapcsolatot papjaikon és sámánjaikon keresztül. Kis plasztikáik ezeket a szellemeket személyesítették meg, amelyeket zemisnek hívtak.

## A harcos karibok

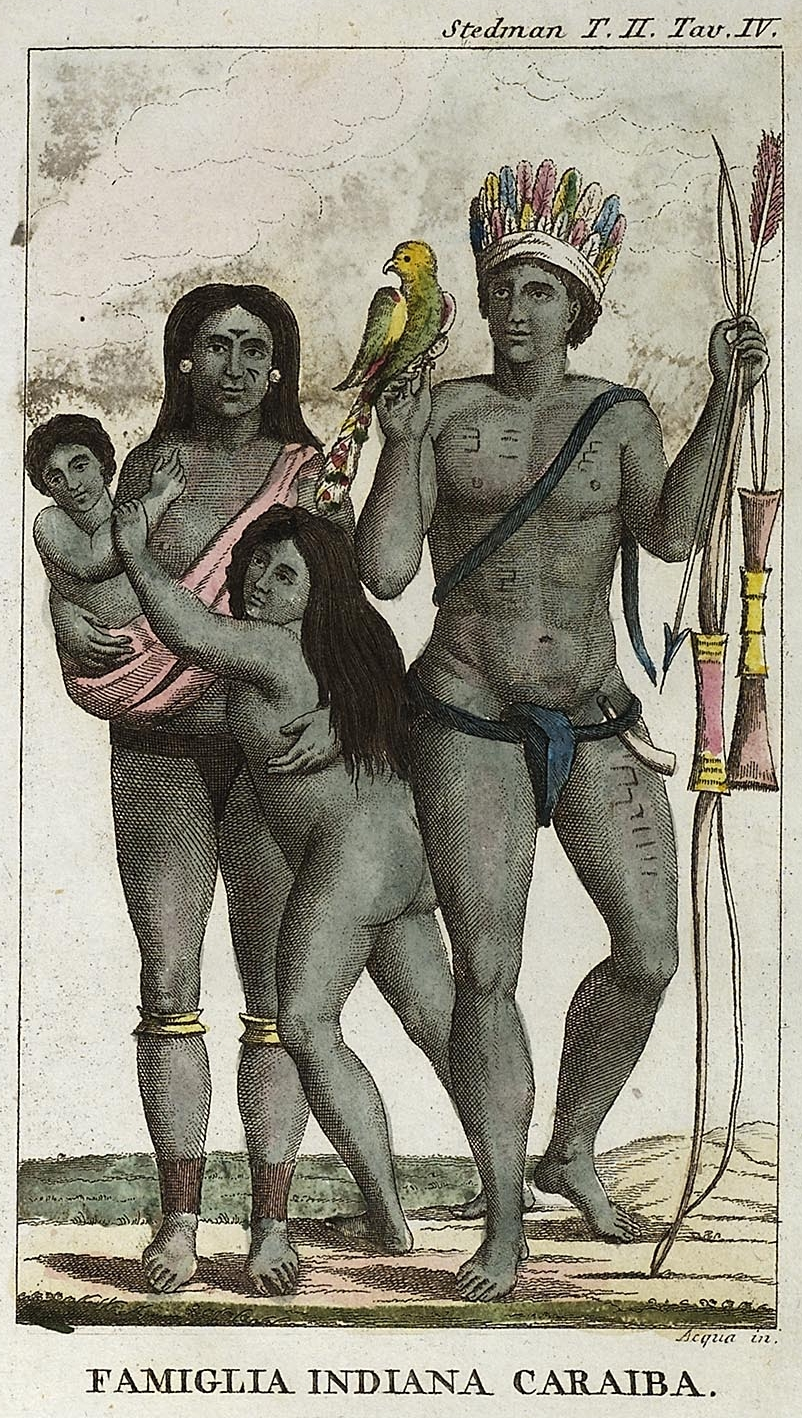
Karib indián család (Gabriel Stedman rajza)

A karibok kormányzata sokkal decentralizáltabb volt, mint az aravakoké. Mindegyik falu önálló volt és egy vagy több – a közösség által választott – harcos  töltötte be a vezető szerepet. A karib férfiak az idejüket vadászattal, halászattal és a katonai gyakorlatokkal töltötték, míg az asszonyok végezték a többi munkát. Mindkét törzsnél szétválasztották a nemek között a munkát, de ez a munkamegosztás a karibok között sokkal merevebb volt, mint az aravak társadalomban. Mindkét esetben a nők készítették az ételeket, szőtték az öltözékeket, fonták a kosarakat és készítették cserépedényeiket, valamint karbantartották a conuco-t. Az aravak asszonyok viszonylagosan egyenlőek voltak sok területen a férjükkel, nem választották őket külön a családtól a házasság előtt. A szüzesség nem volt fontos számukra, az aravak férfiak kedvelték a gyakorlattal rendelkező asszonyokat.
A karib férfiak egy közösségben laktak, s a feleségek külön éltek másik kunyhókban. Az asszonyokat úgy kezelték, mint a szolgákat, akik öltöztették és etették férjeiket, takarították házukat, hordozták a terheket, s a földeken dolgoztak.
A karib emberek gyakorlott csónaképítők voltak, s félelem nélküli harcosok, akik szinte mindig legyőzték az aravak indiánokat, és jelentős sikereket értek el a fehérekkel szemben is. Számukra a katonai gyakorlat végzése művészetnek vagy sportnak számított, s jelentős időt töltöttek a harcmodor fejlesztésére.

## 1492 után

Politikai változások a Karib-térségben 1700 után

Mivel a karibok hevesen védekeztek a rabszolgaság ellen, a spanyolok vérszomjas vadaknak írták le őket. A kannibál kifejezést a karib (spanyol karibal) szóból származtatják.  Az emberi hús nem volt rendszeres az étrendjükben. A kannibalizmust, mint vallási szertartást gyakorolták. A csatákban elfogott harcosokat tortúrának vetették alá, majd megölték és a legbátrabbakat elfogyasztották. A hírhedt karib vadság és kegyetlenség természetesen eltúlzott. Amikor a franciák és az angolok a Kis-Antillákon 1630 táján letelepedtek, a kezdeti időszakban a karibok barátságosak voltak, s élelmet biztosítottak az utazók számára, csak az európai támadások után váltak ellenségessé.

## Gyarmatosítás
Kuba, Hispaniola spanyol, ill. francia, Jamaica angol gyarmattá lett a 17. században. A Kis-Antillákon ekkor franciák (Guadeloupe, Martinique), angolok (Virgin-szigetek, Bahamák), St. Lucia és St. Vincent, St. Kitts és Nevis, Antigua, Barbados, Kajmán -szigetek, Grenada angol-francia megszállás) másrészt St. Marteen-en (Bonairén) , Curacaón, Arubán a hollandok vetették meg lábukat. Haiti lett először független 1804-ben, a többiek a 20. század második felében, ill. még ma is tengeren túli megye státuszt élveznek. A gyarmatosítóknak nem  sikerült kiirtaniuk teljesen az aravak és karib indiánokat. Előbbiekkel  Kubában, Jamaicán, Haitin, a Dominikai Közt.-ban, Puerto Ricón, a Bahamákon, utóbbiakkal Grenadán, Dominicán, Barbadoson, a Holland-Antillákon, Guadeloupe-on, Martinique-on, Antigua-n, Anguillán, Bermudán, St. Croix-on, St. Vincent-en, St. Lucián, St. Thomas-on , ill. Trinidad & Tobagón ma is találkozhatunk. Ők megőrizték hagyományos konyha-, csónaképítő-, fafaragó-művészetüket, beszélik a taíno ill. karib nyelveket. Vallásuk az ősi hitvilág és a kereszténység keveréke.

## Rabszolgaság
A rabszolgák kizsákmányolása és elnyomása lázadásokhoz vezetett, amelyek erőszakos felkeléseket eredményeztek:
| Karib-sziget   | A felkelés éve                                                                              |
| -------------- | ------------------------------------------------------------------------------------------- |
| Antigua        | 1701, 1831                                                                                  |
| Bahamas        | 1830, 1832–34                                                                               |
| Barbados       | 1816                                                                                        |
| Kuba           | 1713, 1729, 1805, 1809, 1825, 1826, 1830–31, 1833, 1837, 1840, 1841, 1843                   |
| Curaçao        | 1795-                                                                                       |
| Dominica       | 1785–90, 1791, 1795, 1802, 1809-14                                                          |
| Grenada        | 1765, 1795                                                                                  |
| Guadeloupe     | 1656, 1737, 1789,1802                                                                       |
| Jamaica        | 1673, 1678, 1685, 1690, 1730–40, 1760, 1765, 1766, 1791–92, 1795–96, 1808, 1822–24, 1831–32 |
| Marie Galante  | 1789                                                                                        |
| Martinique     | 1752, 1789–92, 1822, 1833                                                                   |
| Montserrat     | 1776                                                                                        |
| Puerto Rico    | 1527                                                                                        |
| Saint Domingue | 1791                                                                                        |
| Saint John     | 1733-34                                                                                     |
| Saint Kitts    | 1639                                                                                        |
| Saint Lucia    | 1795-96                                                                                     |
| Saint Vincent  | 1769–73, 1795–96                                                                            |
| Santo Domingo  | 1522                                                                                        |
| Tobago         | 1770, 1771, 1774, 1807                                                                      |
| Tortola        | 1790, 1823, 1830                                                                            |
| Trinidad       | 1837                                                                                        |

## Függetlenedés

### 19. század
Haiti, az egykori francia gyarmat volt az első karibi nemzet, amely megszerezte a függetlenségét az európai hatalmaktól, 1804-ben. 1844-ben a Dominikai Köztársaság is kikiáltotta a függetlenségét.

### 20. század
Kuba és Puerto Rico spanyol gyarmat maradt az 1898-as spanyol–amerikai háborúig, majd Kuba 1902-ben nyerte el a függetlenségét.
A következő államok függetlenedtek a 20. század második felében:
- Jamaica : az Egyesült Királyságból, 1962
- Trinidad és Tobago : az Egyesült Királyságból, 1962
- Barbados : az Egyesült Királyságból, 1966-ban
- Bahama-szigetek : autonómia 1964 -ben, majd teljes függetlenség az Egyesült Királyságtól 1973-ban
- Grenada : az Egyesült Királyságból, 1974-ben
- Dominikai Közösség : az Egyesült Királyságból, 1978-ban
- Saint Lucia : az Egyesült Királyságból, 1979-ben
- Saint Vincent és a Grenadine-szigetek : az Egyesült Királyságból, 1979-ben
- Antigua és Barbuda : az Egyesült Királyságból, 1981-ben
- Belize (korábban brit Honduras ) : az Egyesült Királyságból, 1981-ben
- Saint Kitts és Nevis : az Egyesült Királyságból, 1983-ban